# Bohumil Tureček
Bohumil Tureček (16. října 1902 Kyjov – 28. dubna 1982 Brno) byl český architekt a scénograf. Patřil k významným osobnostem brněnského funkcionalismu.

## Život
Narodil se v rodině c. k. adjunkta Josefa Turečka a jeho manželky Františky, rozené Žádníkové.
V roce 1929 úspěšně ukončil studium na České vysoké škole technické v Brně. Ve školním roce 1929–1930 byl na této škole asistentem Jiřího Krohy.
Dne 20. května 1929 byl oddán s Vlastou Čermákovou.

## Dílo (výběr)

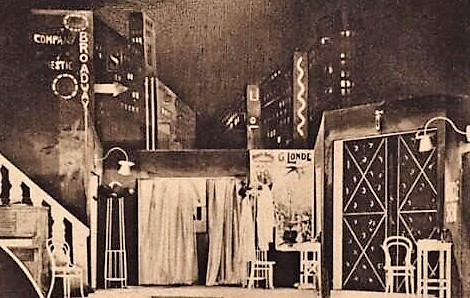
Bohumil Tureček: scéna hry Broadway, Staré divadlo Brno, 1929

Bohumil Tureček byl oceňovaným brněnským scénografem.
Mezi jeho zrealizované stavby patří např.:
- Provozní budova městských vodáren, Brno-Pisárky (1937–1939)
- Hasičská ústředna v Brně–Veveří (1938–1940)[4]
- Výletní restaurace Na myslivně v Brně (1938–1939)[5]
- Poliklinika v Prostějově (společně s ing. Josefem Králem, 1947–1949)

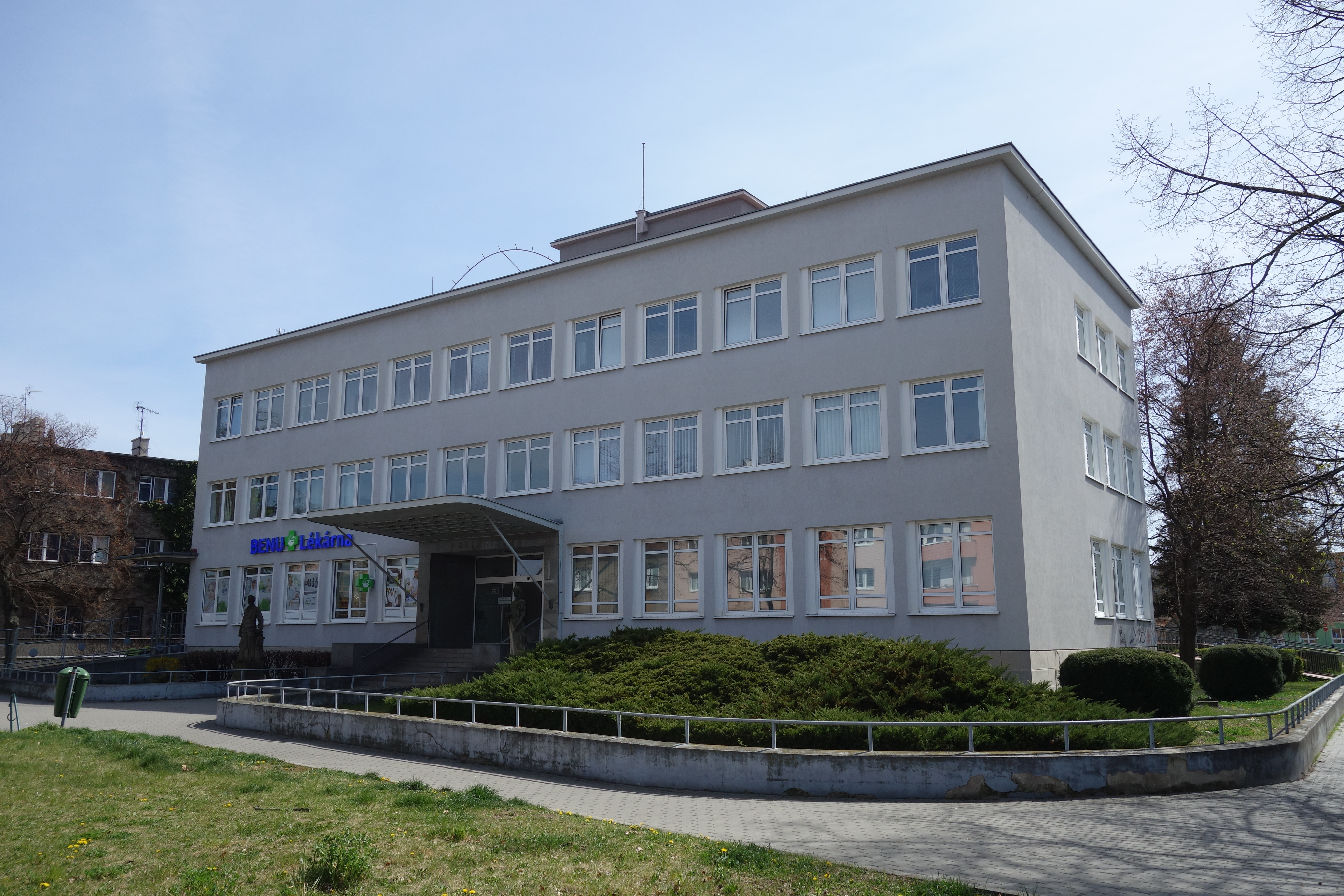
Stará poliklinika, Prostějov